# (13294) Rockox
(13294) Rockox est un astéroïde de la ceinture principale.

## Description
(13294) Rockox est un astéroïde de la ceinture principale. Il fut découvert le 25 août 1998 à La Silla par Eric Walter Elst. Il présente une orbite caractérisée par un demi-grand axe de 2,26 UA, une excentricité de 0,10 et une inclinaison de 5,7° par rapport à l'écliptique.

## Exploration
Il est prévu que le MBR Explorer survole l'astéroïde (13294) Rockox en janvier 2031.

## Compléments